# Могила Бен-Гуріона
Могила Бен-Гуріона — один з національних парків Ізраїлю. Розташований за 5 кілометрів від кібуцу Сде-Бокер, у якому провів останні роки життя і помер один із засновників Держави Ізраїль і його перший прем'єр-міністр Давид Бен-Гуріон.

## Створення
Після смерті Бен-Гуріона 1 грудня 1973 року, за заповітом він був похований у кібуці Сде-Бокер поруч з його дружиною Поліною, яка померла кількома роками раніше. Уряд Ізраїлю оголосив район могили Бен-Гуріона національним парком. Поруч розташовані Мидрешет Бен-Гуріон (освітній центр та школа-інтернат) і Національний центр сонячної енергії Бен-Гуріона.
У самому кібуці Сде-Бокер розташований музей Давида Бен-Гуріона, в якому він жив в останні роки.

## Місце розташування та особливості парку

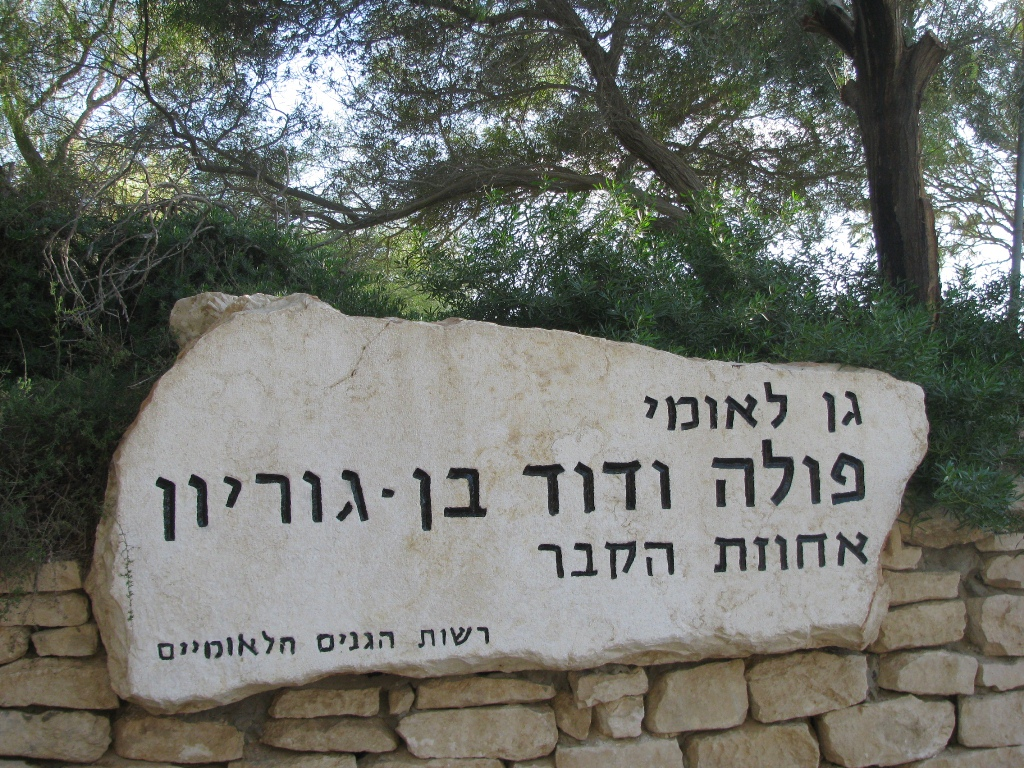
Вхід до національного парку Бен-Гуріона

Національний парк розташований за 5 кілометрів від кібуцу Сде-Бокер над річкою Нахаль-Ціон по обидві її сторони. Центральна частина гори Негев, де знаходиться велика частина парку і могили, називається пік Дибшон. На піку є кліф і його перетинають річки Яків і Дибшон з високим водоспадом. Північніше поруч з Дибшон знаходиться пік Айн-Яків і на ньому розташований Мидрешет-Бен-Гуріон. Із західної сторони парк межує з національним парком Ейн-Авдат. У оформленні парку використовуються лише місцеві камені, ростуть або посаджені рослини пустелі і тільки ендогенна ізраїльська рослинність. У центральній частині парку переважають тамарикси. Парк прикрашений скульптурами, створеними Езрою Оріон у 1978—1980 роках.
Поруч з парком знаходиться станція годування для хижих птахів і звірів.
Могили Давида і Поліни Бен-Гуріон знаходяться на краю крутої скелі, розташованої на природному плато, там же майданчик з видом на мальовничі пейзажі в долинах Зін і Рамат-Авдат. Шлях до майданчика поховання, сам майданчик з могилою і оглядовий майданчик на горі викладено з грануліта.